# Holzhausen an der Haide
Holzhausen an der Haide là một đô thị ở huyện Rhein-Lahn, bang Rheinland-Pfalz, in phía tây nước Đức.